# Александар Конузин
Александар Васиљевич Конузин (рус. Александр Васильевич Конузин; 25. децембар 1947) руски је дипломата, бивши амбасадор Руске Федерације у Републици Србији.

## Биографија
Александар Конузин је рођен 1947. године. Има факултетско образовање. Године 1971. завршио је Московски државни институт за међународне односе МИП. Говори енглески и француски језик.
У дипломатији је од 1971. године. Радио је у амбасадама у Камеруну (1971—1973), Габону (1974—1978), Алжиру (1981—1986), Француској (1991—1996) и у Сталној мисији Русије при ОУН у Њујорку (2001—2005).
Од 2005. до априла 2008. био је директор Департмана за међународне организације Министарства иностраних послова Русије.
Дана 18. априла 2008, Александар Конузин је уручио предсједнику Републике Србије Борису Тадићу акредитивна писма, којима га предсједник Руске Федерације Владимир Путин акредитује као амбасадора Руске Федерације у Републици Србији.
Ожењен је, има кћерку.

## Признања
- Орден Светог Саве Првог реда за вишегодишњи дипломатски рад и помоћ српском народу.[1] Одликовао га је Патријарх српски Иринеј 6. фебруара 2012.[1]